# シャトー・ラトゥール

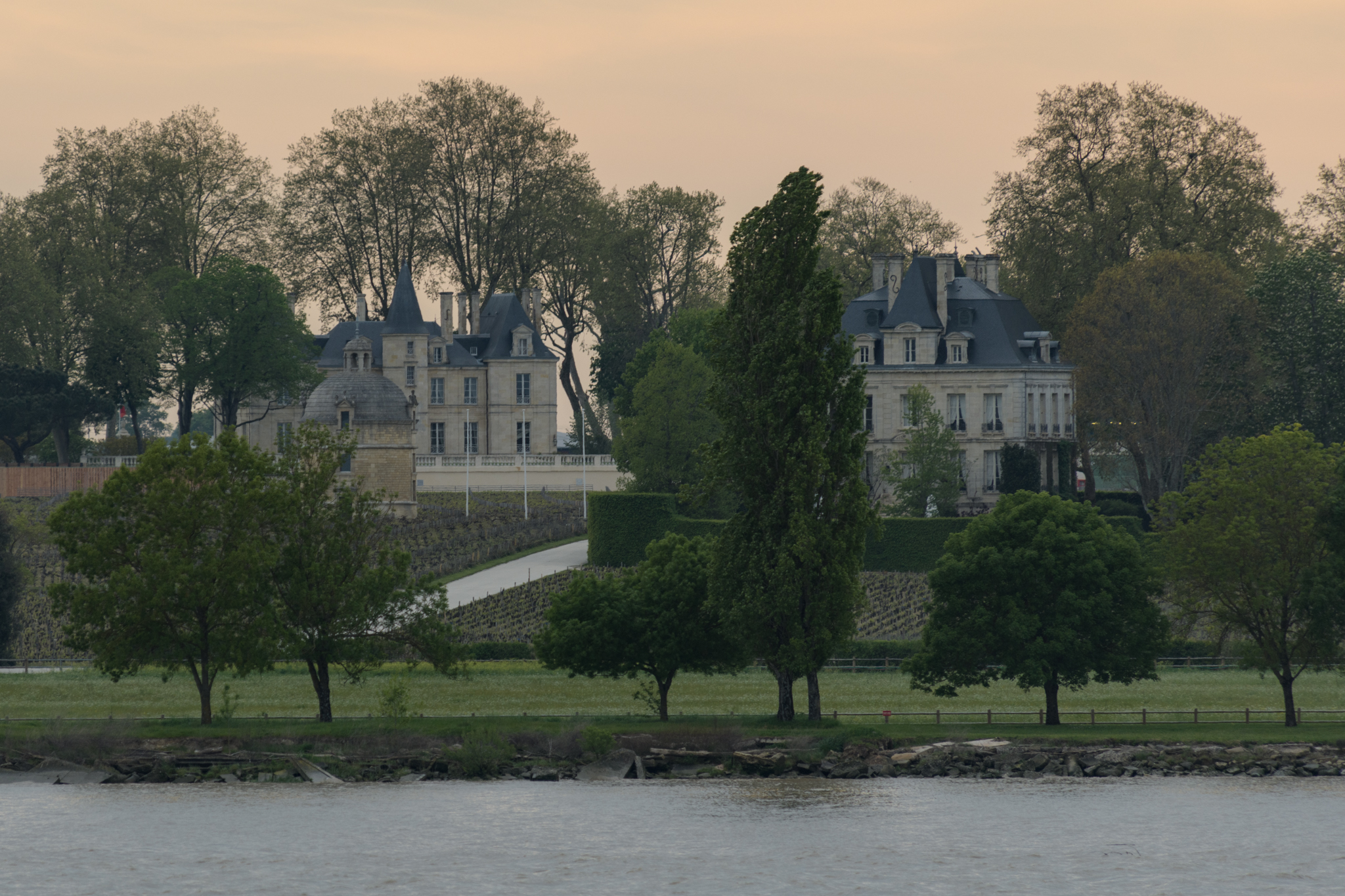
シャトー・ラトゥール

シャトー・ラトゥール（Château Latour）は、フランスにあるワインのシャトー。1855年のボルドーワインの格付けでは第一級を獲得している。ラトゥールは、ボルドーの北西、メドックのポーイヤック南東端に位置する。その境界はサン・ジュリアンに接し、ジロンド川の河口岸から数百メートルの位置にある。
農園では、全部で3種類の赤ワインを生産している。グラン・クリュに加えて、ラトゥールは2番手のワインとして「レ・フォール・ド・ラトゥール」（Les Forts de Latour）を1966年から、3番手としてシンプルな名の「ポーイヤック」（Pauillac）を1990年から毎年生産している。

## 近代まで
1331年10月18日、メドックの富豪ゴーセム・ド・カスティヨン（Gaucelme de Castillon）は、河口から300メートルのサン・ランベールの地に要塞を作る許可を与えられた。遅くとも1378年には農園も作られている。
現在のワイン農園のシンボルであるサン・ランベールの塔は、最初は14世紀後半に作られたものと考えられている。塔は名を変えながらも（La Tour en Saint-Mambert, Saint-Maubert）、要塞周辺の土地の名の由来となった。百年戦争時には、この要塞にフランス王に雇われたブルトン人の兵が入れられたが、3日間の包囲戦の末に敗れてイングランド軍に占領された。1453年のカスティヨンの戦いの際にイングランドの手から取り戻されたが、フランス王の軍隊により完全に破壊され、当初の塔は現存しない。
1620年代に再建された丸い塔（サン・ランベールの塔）は、実際はハト小屋だったと考えられているが、現在でもワイン農園の偉大なシンボルとなっている。200年を経た今も、この建物は当時の塔の建材を使って建設されたといわれている。

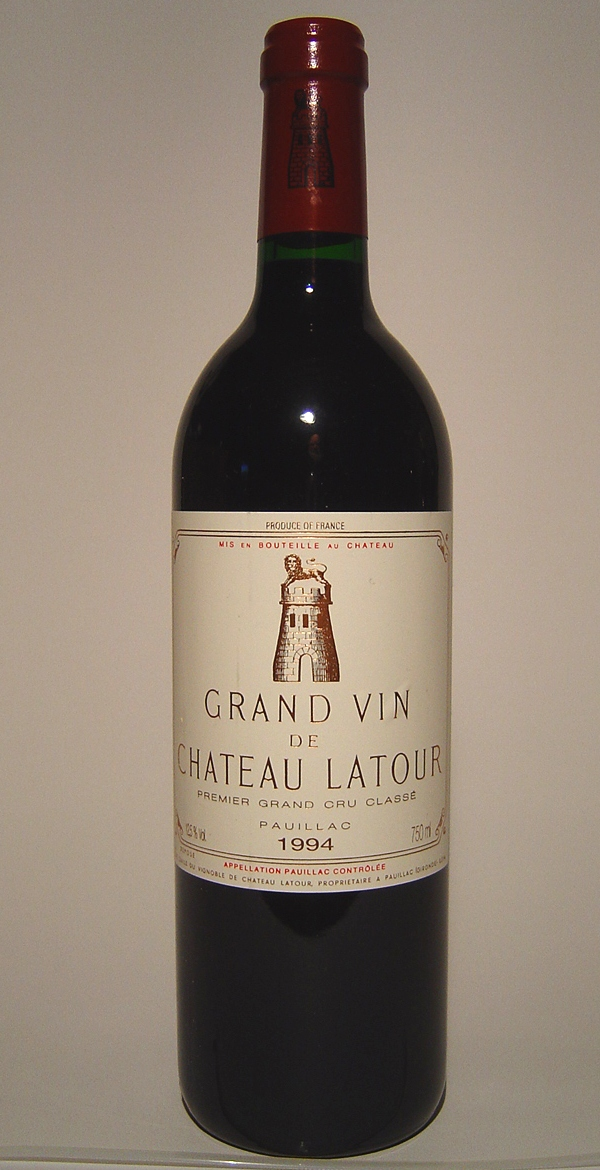
シャトー・ラトゥールのボトル

この周辺では14世紀からワインが作られはじめており、中でもラトゥールのワインは早くから認知され、16世紀にはモンテーニュのエッセイに登場している。16世紀の終わり近く、周辺の小規模農園がド・ミュレ家により一つに集められた。この地は1670年にルイ14世の秘書を務めていたシャバンヌ家に買い取られ、結婚によって1678年、クロゼー家の所有に移った。1695年、アレクサンドル・ド・セギュール（Alexandre de Ségur）がマリー＝テレーズ・ド・クロゼー（Marie-Thérèse de Clauzel）と結婚した際にラトゥールはセギュール家の所有となり、彼の死の直前の1716年にはシャトー・ラフィットもまた彼の所有となった。
1718年には彼の息子ニコラ・アレクサンドル・ド・セギュールがシャトー・ムートンとシャトー・カロン・セギュールをも手に入れ、素晴らしい品質のワインを生産するようになった。
ラトゥールの評判は18世紀初めには広く知れ渡り、イギリス等に向けた輸出市場においてもシャトー・マルゴーやシャトー・オー・ブリオン同様、確固たる地位を築いた。
1755年のニコラ・アレクサンドル・セギュールの死により、ワイン農園は4人の娘に分割相続され、そのうちの3人が1760年にラトゥールを継いだ。主人が不在の間、ラトゥールは管理人に委託され、往復書簡を通して完全な管理下に置かれた。ラフィットをお気に入りとしたアレクサンドル時代よりも多くの手入れを得て、ラトゥールはその世紀の後半に品質を向上させ、のちにはトーマス・ジェファーソンやフランスの大臣に気に入られ、1787年にはラ・トゥール・ド・セギュールは第1級ワイン畑に格付けされた。
フランス革命が始まると、資産は分割された。セギュール・カバナック伯爵はフランスを逃れ、彼の相続分は1794年に競売にかけられた。農園は幾つかに分割され、1841年まで所有者はばらばらなままだった。一族は地所が売りに出されるよう働きかけ、競売の結果、ネゴシアンのバートン、ゲティエール、ジョンストンが資本の20パーセントを所有するようになった。1842年民法組合シャトー・ラトゥールが設立され、一族が株主となった。
パリ万博前の1855年の格付けで、ラトゥールは4つの第1級ワインの一つに選ばれた。これによりラトゥールの評価はさらに高まり、その高値も確実なものとなった。
現在のシャトーは1864年に完成したものである。

## 現在まで
1963年、地所はついにセギュール家の手を離れ、ド・ボーモンの名を冠せられた。このとき相続人は、ラトゥールの株式の4分の3を、コードレイ卿率いるイギリスのコングロマリット・ピアソン PLC傘下の財閥に売却した。株式はハーベイズ・オブ・ブリストル社の手に渡った。アンリ・マルタン（Henri Martin）とジャン＝ポール・ガルデール（Jean-Paul Gardère）が支配人に起用され、かなりの新機軸を打ち出した。投下資本が研究されて、買収と植樹によりワイン畑が拡張され、酒蔵が増築された。ラトゥールは全工程を最新式に変え、古いオークの発酵タンクをステンレス製の温度制御されたタンクに取り換えた。より若いツルから採れた実から作るセカンド・ワインが生産されるようになり、「偉大なワイン」用のブドウは1759年以来の畑の区画から採れたものだけを使用することに決められた。マルタンとガルデールは、24年の長きにわたり管理顧問を務め、1987年正式に引退した。
1989年、ラトゥールはアライド・ライオンズ社に約11億ポンドで売却されたが、1993年、フランソワ・ピノーが自身の会社グループ・アルテミスを通して8億6千ポンドでラトゥールを購入、農園はフランスの所有に戻った。
2008年12月、投資銀行のラザールが農園の売却申し込みを行ったと報道された。
『サンデー・タイムズ』誌の予測によれば、利害関係者の一人はワイン界の大物ベルナール・マグレ、俳優ジェラール・ドパルデューとキャロル・ブーケであるという。またこの取引により、第1級に格付けされた1855年ものの1本が、この数十年来で初めてボルドー局にもたらされることになるという。

## 生産
農園には広さ78ヘクタールのぶどう畑があるが、そのうちシャトー周辺部分47ヘクタールが「ランクロ」と名付けられ、ここで「偉大なワイン」専用のブドウが育てられている。ブドウの種類の構成は、カベルネ・ソーヴィニヨン種80%、メルロー種18%、カベルネ・フラン種とプチ・ヴェルド種とが2%となっている。
グラン・クリュのシャトー・ラトゥールは、一般的にはカベルネ・ソーヴィニヨン75%、メルロー20%、残りがプチ・ヴェルドとカベルネ・フランというブレンドで作られ、通常は年に18,000ケースを生産している。セカンド・ワインのレ・フォール・ド・ラトゥールは一般的にカベルネ・ソーヴィニヨン70%、メルロー30%というブレンドで、年間平均製造量は11,000ケースである。